# Batalha de Aljezur
A batalha de Aljezur, foi um combate aéreo ocorrido nos céus de Aljezur, Portugal a 9 de julho de 1943, entre aviões da Luftwaffe alemã e da Royal Air Force britânica. É o único recontro armado conhecido ocorrido em território continental português, durante a Segunda Guerra Mundial.

## Prelúdio
Em plena Segunda Guerra Mundial e na sequência da invasão aliada da Sicília, diversos comboios de navios aliados passavam ao largo da costa continental portuguesa, para entrar no Mediterrâneo em direção àquela ilha para reforçar as  forças ali desembarcadas. Para conseguirem detetar esses comboios, os alemães subornaram o faroleiro do Farol do Cabo de São Vicente que comunicava via rádio, com a missão diplomática da Alemanha em Lisboa, sempre que avistava navios aliados. Por sua vez, missão diplomática em Lisboa alertava as bases aéreas alemãs situadas no Sul de França, que em menos de uma hora colocavam aviões no local para intercetar e afundar os comboios. Como muitas outras vezes, na manhã do dia 9 de julho de 1943, levantou voo uma esquadrilha de quatro bombardeiros do tipo Focke-Wulf 200 "Condor", da base aérea de Bordéus-Mérignac, em direção ao comboio naval que passava ao largo da costa portuguesa.

## A batalha
Passava pouco das nove da manhã, quando os aviões alemães chegaram ao local e se depararam com uma escolta de dois caças-bombardeiros Bristol Beaufighter, da Royal Air Force. Mesmo estando em superioridade numérica, os bombardeiros da Luftwaffe tiveram dificuldade em sobreviver ao embate que durou pouco mais de uma hora, vindo-se forçados a retirar, libertando as bombas para ganharem maior velocidade. No entanto, um dos bombardeiros ficou para trás, sendo abatido perto de Aljezur pelos caças-bombardeiros britânicos.

## Após a batalha
O Governo Português, chefiado por Salazar, tentou abafar o caso, pois comprometia a sua política de neutralidade, uma vez que se tratava de uma violação do espaço aéreo nacional. A batalha foi referida como um acidente aéreo sem importância. No entanto, alguns dias mais tarde no jornal O Século pode-se ler:
(…) a bordo de barcos de pesca portugueses, como a traineira Valha-nos Deus, os tripulantes tiveram que deitar-se no convés, por causa das rajadas de metralhadora, pois os aviões voavam muito baixo".
Uma missiva confidencial, datada de 14 de julho desse ano, e enviada pelo Ministério da Marinha ao seu responsável máximo, não deixa dúvidas quanto ao conhecimento do Governo Português da batalha aérea: 
Na manhã de Sexta-feira, 9 de Julho de 1943, quatro aviões alemães apareceram na costa ocidental algarvia, três dos quais sobrevoaram Sines (conforme comunicação do posto de lá) às nove e dez minutos, a baixa altura, de sul para norte, largando bombas de profundidade junto à costa, provavelmente por virem perseguidos por aviões aliados". No fim concluía: " Possivelmente deste grupo de aviões faria parte o que caiu em Aljezur...
Nessa mesma tarde, os corpos dos aviadores foram levados para a Igreja Matriz de Aljezur, onde decorreu no dia seguinte o enterro, e em que ficaram claras as simpatias do regime através da pompa e circunstância verificadas na cerimónia fúnebre em que participaram o adjunto do adido aeronáutico da missão diplomática alemã em Lisboa, Karl Spiess e uma extensa comitiva luso-germânica, vinda expressamente de Lisboa.

## Importância da Batalha
Esta batalha reveste-se de particular importância, pois é o único confronto armado da Segunda Guerra Mundial registado em terras portuguesas. Adolf Hitler chegou mesmo a condecorar alguns habitantes de Aljezur com a Cruz de Mérito da Águia Alemã, como reconhecimento da ajuda prestada no enterro dos aviadores. Como memória do ocorrido, encontram-se sete campas no cemitério de Aljezur onde se podem ler os nomes dos aviadores gravados nas cruzes militares. As campas foram cuidadas durante anos por militares alemães estacionados na Base Aérea de Beja.